# 维拉弗洛尔 (教区)
维拉弗洛尔是葡萄牙布拉干萨区的一个堂区。总面积32.2平方公里，总人口2531人，人口密度78.6人/平方公里。